# Ezequiel Fernández
Ignacio Ezequiel Agustín Fernández Carballo (Buenos Aires, 25 luglio 2002) è un calciatore argentino, centrocampista dell'Al-Qadisiya.

## Carriera

### Club
Cresciuto nel settore giovanile del Boca Juniors, debutta in prima squadra l'8 maggio 2021, in occasione dell'incontro della Copa de la Liga Profesional perso per 1-0 contro il Patronato. Il 25 luglio successivo debutta anche in Primera División, disputando l'incontro pareggiato per 0-0 contro il Banfield.
Nel 2022 viene ceduto in prestito al Tigre. Colleziona 42 presenze in tutte le competizioni, contribuendo al raggiungimento della finale della Copa de la Liga Profesional persa, poi, proprio contro il Boca Juniors.
Nella stagione successiva ritorna al Boca e, a seguito della cessione di Alan Varela al Porto, diventa un giocatore importante per la squadra, disputando da titolare la finale di Coppa Libertadores 2023. Il 10 marzo 2024 rinnova il contratto fino al 2028.

### Nazionale
Nel 2019 con la nazionale argentina Under-17 ha preso parte al campionato sudamericano e al Mondiale di categoria.
Nel 2024 con la nazionale argentina Under-23 ha preso parte al Torneo Pre-Olimpico CONMEBOL.

## Statistiche

### Presenze e reti nei club
Statistiche aggiornate al 3 febbraio 2025.
| Stagione            | Squadra             | Campionato          | Campionato | Campionato | Coppe nazionali | Coppe nazionali | Coppe nazionali | Coppe continentali | Coppe continentali | Coppe continentali | Altre coppe | Altre coppe | Altre coppe | Totale | Totale |
| Stagione            | Squadra             | Comp                | Pres       | Reti       | Comp            | Pres            | Reti            | Comp               | Pres               | Reti               | Comp        | Pres        | Reti        | Pres   | Reti   |
| ------------------- | ------------------- | ------------------- | ---------- | ---------- | --------------- | --------------- | --------------- | ------------------ | ------------------ | ------------------ | ----------- | ----------- | ----------- | ------ | ------ |
| 2021                | Boca Juniors        | PD                  | 2          | 0          | CA+CdL          | 0+1             | 0               | CL                 | 0                  | 0                  |             | -           | -           | 3      | 0      |
| 2022                | Tigre               | PD                  | 25         | 0          | CA+CdL          | 1+15            | 0               |                    | -                  | -                  | TCLP        | 1           | 0           | 42     | 0      |
| 2023                | Boca Juniors        | PD                  | 19         | 0          | CA+CdL          | 5+10            | 0               | CL                 | 8                  | 0                  | SI+SA       | 1+1         | 0           | 44     | 0      |
| gen.-ago. 2024      | Boca Juniors        | PD                  | 5          | 2          | CA+CdL          | 2+8             | 0               | CS                 | 5                  | 0                  |             | -           | -           | 20     | 2      |
| Totale Boca Juniors | Totale Boca Juniors | Totale Boca Juniors | 26         | 2          |                 | 26              | 0               |                    | 13                 | 0                  |             | 2           | 0           | 67     | 2      |
| 2024-2025           | Al-Qadisiya         | SPL                 | 17         | 1          | KC              | 2               | 0               | -                  | -                  | -                  | -           | -           | -           | 19     | 1      |
| Totale carriera     | Totale carriera     | Totale carriera     | 68         | 3          |                 | 44              | 0               |                    | 13                 | 0                  |             | 3           | 0           | 128    | 3      |

## Palmarès

### Club

#### Competizioni nazionali
- Supercopa Argentina: 1

Boca Juniors: 2022